# Conus asiaticus
Conus asiaticus е вид охлюв от семейство Conidae. Видът не е застрашен от изчезване.

## Разпространение
Разпространен е в Австралия (Куинсланд), Индия (Андхра Прадеш и Тамил Наду), Китай (Гуандун, Гуанси, Джъдзян, Дзянсу, Фудзиен и Хайнан), Провинции в КНР, Тайван, Филипини и Япония.